# Giovanni Battista Cirri
Giovanni Battista Cirri (Forlì, 1º ottobre 1724 – Forlì, 11 giugno 1808) è stato un violoncellista e compositore italiano.

## Biografia
Ammesso agli ordini sacri nel 1739, decide di proseguire la carriera musicale alla quale è stato avviato dal fratello Ignazio (1711-1787), ma ha modo di studiare anche, a Bologna, con Giovanni Battista Martini.
È organista della cattedrale di Forlì dal 1759 fino ai primi anni sessanta. Sempre nel 1759 diviene membro della "Accademia Filarmonica".
Pochi anni dopo è a Parigi, dove vengono pubblicate le sue prime opere, compresa una "Sinfonia" eseguita al "Concerto spirituale" del 5 aprile 1763.
Si stabilisce a Londra nel 1764, impiegandosi come musicista da camera presso il Duca di York e come direttore di musica presso il Duca di Gloucester, cioè il principe Guglielmo Enrico, fratello del re Giorgio III.
Suona degli assoli al primo concerto pubblico londinese del diciottenne Wolfgang Amadeus Mozart e suona anche ai concerti di Johann Christian Bach e Karl Friedrich Abel, allora molto popolari.
Durante il soggiorno londinese, compone molte opere per violoncello, comprese le "Tre sonate per violoncello e basso continuo", tuttora utilizzate in ambito didattico.
Negli anni ottanta torna a Forlì, per aiutare il fratello, ormai sofferente, nell'opera di maestro di cappella della cattedrale.
Ha tuttavia occasione di viaggiare ancora e, nel 1782, è primo violoncello nel celebre Teatro dei Fiorentini di Napoli.
Conclude la carriera come maestro di cappella nella cattedrale di Forlì, succedendo al fratello dall'anno 1787.
Le sue opere, che in parte anticipano i modi di Luigi Boccherini, sottolineano spesso il virtuosismo del violoncello solo e stanno, pertanto, venendo riscoperte.

## Discografia
- Aura musicale di Budapest ha inciso "Sei concerti per violoncello", opera 14[1].

## Convegni
Il 2 ottobre 2015, si tiene a Forlì una giornata internazionale di studi sulla figura e sull'opera di Giovanni Battista Cirri.